# エツェル

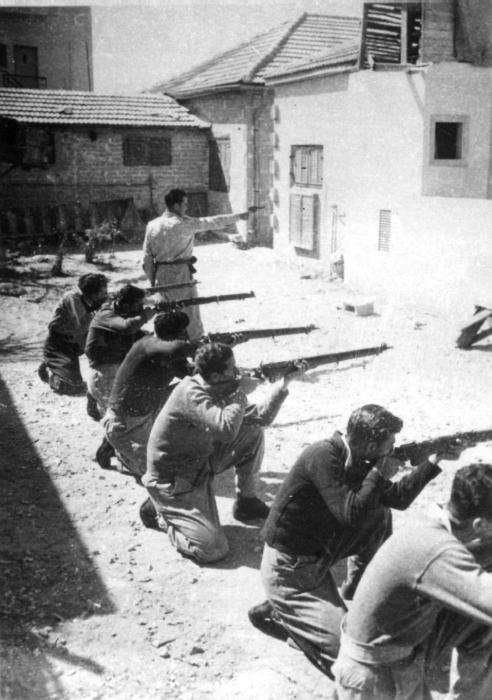
イルグンの射撃訓練(1947年)

ユダヤ民族軍事機構（ユダヤみんぞくぐんじきこう、ヘブライ語: הארגון הצבאי הלאומי בארץ ישראל ハ-イルグン・ハ-ツヴァイ・ハ-レウミー・ベ-エレッツ・イスラエル）は、かつてイスラエルに存在したユダヤ人の武装組織。ヘブライ語の略称「エツェル」（אצ"ל）もしくは、英語では組織名の最初の部分を取った「イルグン」（ארגון、Irgun）と呼ばれるのが一般的。ちなみに「イルグン」とはヘブライ語の一般名詞で「組織、機構」という意がある。
イシューブ（イギリス委任統治領パレスチナのユダヤ人社会）の軍事組織ハガナーから脱退した対アラブ強硬派により結成され、そのため「ハガナー・ベート（ב、すなわちB）」とも呼ばれた。シオニズムの中でも領土の拡大維持を重視し理想主義的な修正主義シオニズムの流れを汲む。そのために現実的なシオニズム本流の「指導部」からは疎まれ、また危険視すらされた。
エツェルは1931年に創設。指導者はゼエヴ・ジャボチンスキーであったが、彼の死後は後にイスラエル首相となるメナヘム・ベギンが後継者となった。
パレスチナ内戦および第一次中東戦争では主流派ハガナーによるアラブ人住民追放計画の一端を担い、デイル・ヤシーン事件などアラブ人住民の虐殺も起こした。ハガナー主体のイスラエル国防軍への指揮系統統一に反対し、最終的に国防軍に制圧された。

## 主要な元メンバー
- ゼエヴ・ジャボチンスキー
- メナヘム・ベギン
- アヴラハム・シュテルン
- エイタン・リヴニ、サラ・ローゼンベルグ（カディマ党ツィッピー・リヴニの両親）
- ウリ・アブネリ - 入隊から数年でエツェルに嫌悪感を抱き離脱した
- ベンジャミン・エマニュエル（エゼキエル・オーエルバッハ） - ラーム・エマニュエル（駐日米大使）、アリエル・エマニュエル（芸能・興行会社エンデバーのCEO）、エゼキエル・エマニュエル（生命倫理学者）の父親。主に英国警察や軍を狙ったバスの爆破を担った[1]。